# Simeon Nwankwo
Simeon Tochukwu Nwankwo (* 7. Mai 1992 in Lagos), auch bekannt als Simy, ist ein nigerianischer Fußballspieler. Der Stürmer steht bei US Salernitana unter Vertrag und absolvierte 2018 fünf Spiele für die nigerianische A-Nationalmannschaft.

## Karriere

### Vereine
Nwankwo wechselte nach Jugendjahren beim Guo FC zum Portimonense SC nach Portugal. Dort war er ab der Saison 2011/12 Teil des Profikaders und debütierte im August 2011 in der Segunda Liga. Bereits in seiner ersten Spielzeit stand er 13-mal in der Startelf und erzielte 5 Tore in insgesamt 24 Einsätzen. Der Nigerianer beendete die Saison mit seiner Mannschaft als Tabellenletzter, aufgrund einer Aufstockung der Spielklasse um sechs Vereine verblieb Portimonense jedoch zweitklassig. In der Spielzeit 2012/13 traf der Stürmer in 32 Ligaspielen 11-mal und wurde mit seinem Team Tabellensechster.
Zur Saison 2013/14 wechselte Nwankwo zum portugiesischen Erstligisten Gil Vicente FC. Dort kam er in seiner ersten Spielzeit nicht über die Rolle des Ergänzungsspielers hinaus und blieb in 16 Pflichtspieleinsätzen torlos. In der Saison 2014/15 entwickelte sich der Stürmer zum Stammspieler, konnte mit seinen 9 erzielten Ligatoren den Abstieg seiner Mannschaft jedoch nicht verhindern. Auch in der darauffolgenden Spielzeit hielt er seinen Stammplatz und wurde mit 20 Treffern Torschützenkönig der Segunda Liga. Den direkten Wiederaufstieg verpasste er mit Gil Vicente aufgrund einer um 5 Tore schlechteren Tordifferenz knapp.
Seit der Spielzeit 2016/17 steht der Nigerianer beim FC Crotone unter Vertrag. Als Ergänzungsspieler steuerte er in seiner ersten Saison 3 Tore zum Klassenerhalt in der Serie A bei. In der Spielzeit 2017/18 kam er vermehrt als Startelfspieler zum Einsatz und musste mit seiner Mannschaft am Saisonende den Gang in die Zweitklassigkeit antreten. Dort erzielte Nwankwo in der Saison 2018/19 als bester Torschütze seiner Mannschaft in 33 Einsätzen 14 Treffer, Crotone verpasste den Wiederaufstieg als Tabellenzwölfter jedoch deutlich. Auch in der Spielzeit 2019/20 erwies sich der Angreifer als treffsicher und verhalf seiner Mannschaft mit 20 Toren als Torschützenkönig der Liga zum zweiten Tabellenplatz, der den Aufstieg bedeutete. In der Saison 2020/21, in der er mit Crotone ab dem 2. Spieltag auf einem direkten Abstiegsplatz stand und diesen bis Saisonende nicht verließ, war er Stammspieler und mit 20 Toren in 38 Spielen einer der besten Torschützen der Liga. Zur Spielzeit 2021/22 wurde er an US Salernitana verliehen und verblieb somit erstklassig. Der Verein verpflichtete den Stürmer im Januar 2022 fest und lieh ihn anschließend bis Saisonende an den Zweitligisten Parma Calcio aus.

### Nationalmannschaft
Nwankwo debütierte Ende Mai 2018 bei einem Freundschaftsspiel gegen die Demokratische Republik Kongo in der A-Nationalmannschaft. Im Juni 2018 stand er für die Weltmeisterschaft in Russland im nigerianischen Kader und wurde im Turnier, das für seine Mannschaft nach der Vorrunde beendet war, zweimal eingesetzt. Sein bis dato letztes Länderspiel absolvierte der Stürmer am 11. September 2018 beim 2:1-Sieg im Testspiel gegen Liberia, bei dem er das Tor zum 2:0 beisteuerte.

## Erfolge
FC Crotone
- Aufstieg in die Serie A: 2020

Persönliche Auszeichnungen
- Torschützenkönig der Segunda Liga: 2016 (20 Treffer)
- Torschützenkönig der Serie B: 2020 (20 Treffer)